# Karl-Heinz Jörgens
Karl-Heinz Jörgens (* 18. Januar 1920 im Gebiet des späteren Wuppertals; † 3. September 2015 in Baunatal) war ein deutscher Brigadegeneral des Heeres der Bundeswehr.

## Leben
Jörgens wurde direkt nach seinem Abitur Soldat und nahm am Zweiten Weltkrieg teil. Nach seiner Entlassung aus britischer Kriegsgefangenschaft absolvierte er ab 1946 eine kaufmännische Lehre. Danach durchlief er eine Ausbildung zum Pyrotechniker und war in der pyrotechnischen Industrie tätig. 1957 trat er im Rang eines Hauptmanns in die Bundeswehr ein. Er durchlief Verwendungen in Lüneburg (Kommandeur Panzergrenadierbataillon 82), Munster, Neustadt bei Marburg sowie im Bundesministerium der Verteidigung in Bonn. Er war von 1970 bis 1975 Kommandeur der Panzerbrigade 6 in Neustadt/Stadtallendorf und anschließend stellvertretender Kommandeur der 2. Jägerdivision in Kassel. Er trat 1980 in den Ruhestand.
Seit 1970 engagierte sich der Katholik Jörgens für behinderte und Not leidende Menschen. Aus einem ersten Aufruf zu einem „Flächenbrand des guten Willens“ entstand 1974 das erste Kuratorium Aktion für Behinderte (AfbM Hessen; von später insgesamt sieben solchen Kuratorien), woraus die größte nicht staatliche Behindertenhilfe im Land Hessen wurde. Er sammelte dafür mehr als zehn Millionen Euro an Spenden. Er ist der Namensgeber der Auszeichnung Brigadegeneral Karl-Heinz-Jörgens-Glas.

## Ehrungen
- Eisernes Kreuz 2. und 1. Klasse
- Verdienstkreuz 1. Klasse des Verdienstordens der Bundesrepublik Deutschland (1973)
- Hessischer Verdienstorden (1990)
- Großes Verdienstkreuz des Verdienstordens der Bundesrepublik Deutschland (2000)
- Ehrenpräsidentschaft der AfbM Hessen